# Luty 2005 w sporcie
Zobacz też: Luty 2005 • Zmarli w lutym 2005 • Luty 2005 w Wikinews

## 28 lutego
- Lekkoatletyka – Australijczyk Paul Burgess, jako trzynasty zawodnik na świecie skoczył sześć metrów o tyczce. Wysokość tą osiągnął podczas mityngu na stadionie w Perth. Rekord świata na otwartym stadionie w skoku o tyczce należy do 41-letniego obecnie Ukraińca Serhija Bubki – 6,14.
- Kolarstwo – po raz pierwszy w historii Wyścig Pokoju nie odbędzie się w maju, ale w innym terminie – poinformował w poniedziałek na konferencji prasowej w Pradze dyrektor imprezy Pavel Doleżel. Wyjaśnił, że zmiana terminu była konieczna z powodu przedłużającego się sporu o nazwę i logo „Course de la Paix” między Czeskim Związkiem Kolarskim a byłym niemieckim partnerem imprezy Joergiem Sprengerem oraz ze względu na kolizję terminu wyścigu z innymi wieloetapówkami w Niemczech.

## 27 lutego
- Mistrzostwa świata w narciarstwie klasycznym:
  - Biegi narciarskie – w prestiżowym biegu na 50 km techniką klasyczną w mistrzostwach świata w narciarstwie klasycznym w Oberstdorfie Norwegowie zajęli całe podium. Zwyciężył Frode Estil przed Andersem Auklandem i Odd-Bjørnem Hjelmesetem. Polacy nie startowali.
  - Kombinacja norweska – Niemiec Ronny Ackermann zwyciężył w ostatniej konkurencji narciarskich mistrzostw świata w Oberstdorfie – sprincie w kombinacji norweskiej (jeden skok, bieg na 7,5 km). Drugie i trzecie miejsce zajęli Norwegowie Magnus Moan i Kristian Hammer. W Oberstdorfie Ackermann zdobył także złoty medal w klasycznej kombinacji norweskiej (dwa skoki, bieg na 15 km).
- Piotr Nurowski został wybrany na stanowisko prezesa Polskiego Komitetu Olimpijskiego. W drugiej turze głosowania Nurowski zdobył głosy 46 delegatów, a ustępujący prezes Stanisław Paszczyk (pełnił tę funkcję od 1997 r) otrzymał 37 głosów.

## 26 lutego
- Boks – w 50. pojedynku w swojej karierze – na ringu w Hamburgu – Dariusz Michalczewski przegrał przez nokaut techniczny w szóstej rundzie walkę z broniącym tytułu Francuzem Fabrice Tiozzo o mistrzostwo świata w bokserskiej wadze półciężkiej organizacji WBA. (Wikinews)
- Mistrzostwa świata w narciarstwie klasycznym:
  - Biegi narciarskie – Norweżka Marit Bjørgen zdobyła złoty medal w biegu na 30 km techniką klasyczną podczas mistrzostw świata w narciarstwie klasycznym w Oberstdorfie. Drugie miejsce zajęła Virpi Kuitunen (Finlandia), a trzecie Natalia Baranowa-Masołkina (Rosja). Polka – Justyna Kowalczyk – po wspaniałym biegu (na dystansie w którym wystartowała raz pierwszy w karierze), zajęła wysokie czwarte miejsce, tracąc jedynie 2,5 sek. do trzeciej Rosjanki.
  - Skoki narciarskie – Reprezentacja Austrii wygrała konkurs drużynowy w skokach na dużej skoczni (K-120). Drugie miejsce zajęła Finlandia, a trzecie Norwegia. Polskiej ekipie nie udało się wejść do ścisłego finału (8 zespołów) i zajęła dopiero dziewiąte miejsce.
- Lekkoatletyka – Podczas halowego mityngu lekkoatletycznego w Liévin we Francji reprezentantka Rosji Jelena Isinbajewa ustanowiła wynikiem 4,89 m halowy rekord świata w skoku o tyczce.

## 25 lutego
- Formuła 1:
  - Ferrari zaprezentowało bolid F2005, który zadebiutuje podczas Grand Prix Hiszpanii
  - W Moskwie zaprezentowano nowy bolid stajni Jordan Grand Prix.
- Mistrzostwa świata w narciarstwie klasycznym:
  - Biegi narciarskie – Złoty medal w sprincie drużynowym pań (6 × 0,9 km) zdobyły Norweżki Hilde G. Pedersen i Marit Bjørgen, uzyskując czas 12:19,7. Srebro wywalczyły Finki Riitta Liisa Lassila i Pirjo Manninen – strata 2,8 s, a na najniższym stopniu podium miejsce zajęły Rosjanki Julija Czepałowa i Alona Sidko – strata 3,6 s.
  - Biegi narciarskie – Złoty medal w sprincie drużynowym mężczyzn (6 × 1,2 km) z czasem 14:08,6 zdobyli reprezentanci Norwegii – Tore Ruud Hofstad i Tor Arne Hetland. Drugie miejsce zajęli Niemcy Jens Filbrich i Axel Teichmann – strata 3,8 s, a trzecie Czesi Dušan Kožíšek i Martin Koukal – 4,8 s.
  - Skoki narciarskie – Janne Ahonen (Finlandia) zdobył złoty medal w indywidualnym konkursie skoków na dużej skoczni (K-120), drugie miejsce zajął Roar Ljøkelsøy (Norwegia), a trzecie Jakub Janda (Czechy). Broniący tytułu Adam Małysz zajął ostatecznie 11 miejsce, choć po pierwszej serii był trzeci, w drugiej jednak skoczył kilkanaście metrów mniej od najlepszych. (Wikinews)

## 24 lutego
- Mistrzostwa świata w narciarstwie klasycznym:
  - Biegi narciarskie – Reprezentanci Norwegii (Odd-Bjørn Hjelmeset, Frode Estil, Lars Berger, Tore Ruud Hofstad) zdobyli w niemieckim Oberstdorfie złoty medal narciarskich mistrzostw świata w biegu sztafetowym 4 × 10 km. Drugie miejsce zajęli Niemcy, a trzecie Rosjanie.
- Lekkoatletyka – Monika Pyrek wygrała konkurs skoku o tyczce w halowym mityngu w Madrycie, wyrównując swój najlepszy wynik w tym sezonie – 4,70 m. Pyrek wyprzedziła o pięć centymetrów Niemkę Carolin Hingst.
- Piłka nożna – rewanżowa runda 1/16 finału piłkarskiego Pucharu UEFA:
  - FC Schalke 04 – Szachtar Donieck 0:1 (0:1), Bramka: Julius Aghahowa (22). Pierwszy mecz – 1:1. Awans – Szachtar.
  - Dnipro Dniepropetrowsk – Partizan Belgrad 0:1 (0:0), Bramka: Miroslav Radovic (87). Pierwszy mecz – 2:2. Awans – Partizan.
  - AZ Alkmaar – Alemannia Aachen 2:1 (0:1), Bramki: dla AZ Alkmaar – Barry van Galen (62), Joris Mathijsen (80); dla Alemannii – Erik Meijer (31). Pierwszy mecz 0:0. Awans: AZ Alkmaar
  - Sochaux – Olympiakos SFP 0:1 (0:0), Bramka: Ieroklis Stoltidis (67). Pierwszy mecz – 1:0 dla Olympiakosu. Awans – Olympiakos.
  - Steaua Bukareszt – Valencia CF 2:0 (0:0, 2:0), k. 4:3, Bramki: Andrei Cristea – dwie (50, 71); Seria rzutów karnych: dla Steauy – Matei Radoi (+), Dorinel Muntaenu (-), Florin Lovin (+), Gabriel Bostina (+), Nicolae Dica (+); dla Valencii – Pablo Aimar (+), Mista (+), Francisco Rufete (+), Ruben Baraja (-), Marco di Vaio (-). Pierwszy mecz – 2:0 dla CF Valencia. Awans – Steaua.
  - Middlesbrough – Grazer AK 2:1 (1:1), Bramki: dla Middlesbrough – James Morrison (19), Jimmy Floyd Hasselbaink (61); dla Grazeru – Mario Bazina (9). Pierwszy mecz – 2:2. Awans Middlesbrough.
  - Newcastle United – SC Heerenveen 2:1 (2:0), Bramki: dla Newcastle – Michel Breuer (10-samob.), Alan Shearer (25); dla SC Heerenveen – Arnold Bruggink (80-karny). Pierwszy mecz – 2:1 dla Newcastle. Awans – Newcastle.
  - Real Saragossa – Fenerbahçe SK 2:1 (1:0), Bramki: dla Saragossy – Luciano Galletti (10), Savio (71); dla Fenerbahçe – Alex (88). Pierwszy mecz – 1:0 dla Realu. Awans – Real.
  - AJ Auxerre – AFC Ajax 3:1 (1:1), Bramki: dla Auxerre – Bonaventure Kalou (31), Benoit Cheyrou (54), Lionel Mathis (88); dla Ajaxu – Ryan Babel (37). Pierwszy mecz – 1:0 dla Ajaxu. Awans – Auxerre.
  - Lille OSC – FC Basel 2:0 (1:0), Bramki: Matt Moussilou (37), Milenko Ačimovič (79-karny). Pierwszy mecz – 0:0. Awans – Lille.
  - Feyenoord – Sporting CP 1:2 (0:0), Bramki: dla Feyenoordu – Nicky Hofs (89); dla Sportingu – Liedson (62), Fabio Rochemback (83). Pierwszy mecz – 2:1 dla Sportingu. Awans – Sporting.
  - VfB Stuttgart – Parma F.C. 0:2 (0:0, 0:0), Bramki: Marco Marchionni (98), Andrea Pisanu (116). Pierwszy mecz – 0:0. Awans Parmy.
  - Villarreal C.F. – Dynamo Kijów 2:0 (2:0), Bramki: Luciano Figueroa (23), Santi Cazorla (32). Pierwszy mecz – 0:0. Awans – Villareal.
  - SL Benfica – CSKA Moskwa 1:1 (0:0), Bramki: dla Benfiki – Azar Karadas (64); dla CSKA – Siergiej Ignaszewicz (50). Pierwszy mecz – 2:0 dla CSKA. Awans – CSKA.
  - Sevilla FC – Panathinaikos Ateny 2:0 (0:0), Bramki: Ariza Makukula (84), Adriano Correia (90+1). Pierwszy mecz – 1:0 dla Panathinaikosu. Awans – Sevilla.
  - rewanżowy mecz Athletic Bilbao – Austria Wiedeń w niedzielę, 27 lutego.

## 23 lutego
- Mistrzostwa świata w narciarstwie klasycznym:
  - Kombinacja norweska – Norwegia (w składzie: Havard Klemetsen, Kristian Hammer, Magnus Moan i Petter Tande) zdobyła złoty medal w drużynowej rywalizacji podczas narciarskich mistrzostw świata (skoki na obiekcie K-120 i bieg 4 × 5 km). Srebro przypadło drużynie niemieckiej (która po skokach zajmowała dopiero szóstą pozycję), a brąz austriackiej.
- Piłka nożna – odbyły się kolejne spotkania 1/8 finału Ligi Mistrzów: 
  - FC Barcelona – Chelsea F.C. 2:1
  - Manchester United – AC Milan 0:1
  - Werder Brema – Olympique Lyon 0:3
  - FC Porto – Inter Mediolan 1:1 (Wikinews)

## 22 lutego
- Mistrzostwa świata w narciarstwie klasycznym:
  - Biegi narciarskie – Szwedka Emelie Oehrstig zdobyła w Oberstdorfie złoty medal narciarskich mistrzostw świata w biegu sprinterskim kobiet (900 m). Druga była rodaczka Lina Andersson, a trzecia Kanadyjka Sara Renner. Na dwunastej pozycji sklasyfikowana została Justyna Kowalczyk.
  - Biegi narciarskie – Rosjanin Wasilij Roczew zdobył złoty medal w biegu sprinterskim mężczyzn (1200 m). Drugi był Norweg Tor Arne Hetland, a trzeci Szwed Thobias Fredriksson. Janusz Krężelok zajął w łącznej klasyfikacji siódme miejsce, a Maciej Kreczmer siedemnaste.
- Piłka nożna – odbyły się cztery spotkania 1/8 finału Ligi Mistrzów: 
  - FC Liverpool – Bayer 04 Leverkusen 3:1 (2:0) Bramki: dla Liverpoolu – Luis Garcia (15), John Arne Riise (35), Dietmar Hamann (90+2); dla Bayeru – Franca (90+3). W Bajerze zagrał Jacek Krzynówek, a w „The Reds” Jerzy Dudek.
  - Real Madryt – Juventus F.C. 1:0 (1:0) Bramka: Ivan Helguera (31).
  - PSV Eindhoven – AS Monaco 1:0 (1:0) Bramka: Alex (8)
  - Bayern Monachium – Arsenal F.C. 3:1 (1:0) Bramki – dla Bayernu: Claudio Pizarro – dwie (4, 58), Hasan Salihamidzic (64); dla Arsenalu: Kolo Touré (89).

## 21 lutego
- Mistrzostwa świata w narciarstwie klasycznym:
  - Biegi narciarskie – Norweska sztafeta (w składzie Vibeke Skofterud, Hilde Pedersen, Kristin Størmer Steira i Marit Bjørgen) wygrała bieg sztafet 4 × 5 km techniką klasyczną i dowolną kobiet podczas mistrzostw świata w narciarstwie klasycznym w Oberstdorfie. Na drugiej pozycji bieg ukończyła ekipa Rosji (strata 7.6 sek), a na trzeciej Włoch (strata 49.7 sek).
- Koszykówka – W 54. Meczu Gwiazd ligi NBA, rozegranym w Denver, koszykarze reprezentujący Konferencję Wschodnią pokonali zespół Konferencji Zachodniej 125:115. W dotychczas rozegranych meczach All Stars Wschód triumfował 33 razy a Zachód 21.

## 20 lutego
- Mistrzostwa świata w narciarstwie klasycznym:
  - Biegi narciarskie – Francuz Vincent Vittoz zdobył złoty medal w biegu łączonym na 30 km (15 km techniką klasyczną + 15 km techniką dowolną). Na finiszu Vittoz wyprzedził Włocha Giorgio Di Centę oraz Norwega Frode Estila zaledwie o 0,8 sek.
  - Skoki narciarskie – w konkursie drużynowym na skoczni K-90 pierwsze miejsce zajęła Austria (Wolfgang Loitzl, Andreas Widhölzl, Thomas Morgenstern, Martin Höllwarth), przed Niemcami (Michael Neumayer, Martin Schmitt, Michael Uhrmann, Georg Späth) i Słowenią (Primož Peterka, Jure Bogataj, Rok Benkovič, Jernej Damjan). Polacy zajęli szóste miejsce. (Wikinews)
- Boks – Bernard Hopkins (USA) obronił tytuł mistrza świata (po raz 20 z rzędu) w wadze średniej organizacji WBC. W dwunastorundowej walce, w Los Angeles, Hopkins pokonał na punkty Anglika Howarda Eastmana. 40-letni bokser jest niekwestionowanym mistrzem wagi średniej. Posiada tytuły czterech najważniejszych organizacji: WBC, WBA, IBF i WBO.
- Futsal – W meczu finałowym Mistrzostw Europy w halowej piłce nożnej Hiszpania pokonała Rosję 2:1.

## 19 lutego
- Mistrzostwa świata w narciarstwie klasycznym:
  - Skoki narciarskie – sensacyjnym zwycięzcą konkursu skoków na obiekcie K-90 został 19-letni Słoweniec Rok Benkovič. Drugie miejsce zajął Czech Jakub Janda, a trzecie lider klasyfikacji Pucharu Świata, Fin Janne Ahonen. Najwyżej sklasyfikowany z Polaków – Adam Małysz – ukończył konkurs na szóstej pozycji. (Wikinews)
  - Biegi narciarskie – Julija Czepałowa (Rosja) zdobyła złoty medal w biegu łączonym na 15 km – 7,5 km techniką klasyczną i 7,5 km techniką dowolną. Justyna Kowalczyk zajęła 13. miejsce.
- Bojery – Michał Burczyński zdobył w Turku złoty medal bojerowych mistrzostw Europy, tym samym broniąc tytuł, wywalczony przed rokiem na Balatonie.

## 18 lutego
- Mistrzostwa świata w narciarstwie klasycznym:
  - Kombinacja norweska – Niemiec Ronny Ackermann wygrał zawody kombinacji norweskiej i obronił tym samym tytuł z Val di Fiemme z 2003 roku. Na drugiej pozycji uplasował się kolejny z niemieckich kombinatorów Björn Kircheisen (strata 1,4 sek), a na trzeciej Austriak Felix Gottwald (strata 3,2 sek).
  - Skoki narciarskie – Austriak Wolfgang Loitzl skokiem na odległość 99 m wygrał kwalifikacje do sobotniego konkursu skoków (skocznia HS 100). Ostatnich piętnastu zawodników skakało jednak z obniżonego rozbiegu, z którego najdalej (95,5 m) skoczyło trzech skoczków: Janne Ahonen – 128 pkt. – 4. miejsce, Adam Małysz – 127 pkt. – 6. miejsce i Martin Höllwarth – 125,5 pkt. – 10. miejsce. Oprócz Adama Małysza zakwalifikowało się jeszcze trzech Polaków: Marcin Bachleda, Robert Mateja i Mateusz Rutkowski.
- Lekkoatletyka – Podczas halowego mityngu lekkoatletycznego w Birmingham, Rosjanka Jelena Isinbajewa pobiła halowy rekord świata w skoku o tyczce wynikiem 4,88 m.
- Futsal – W półfinałach Mistrzostw Europy w halowej piłce nożnej Hiszpanie wysoko wygrali z Ukraińcami 5:0, a Rosjanie niespodziewanie pokonali broniących tytułu Włochów 4:2.

## 17 lutego
- Mistrzostwa świata w narciarstwie klasycznym: 
  - Biegi narciarskie – Czeszka Kateřina Neumannová wygrała bieg na 10 km techniką dowolną kobiet – pierwszą konkurencję MŚ w narciarstwie klasycznym w Oberstdorfie. Wysokie, dziewiąte miejsce zajęła Polka Justyna Kowalczyk.
  - Biegi narciarskie – W biegu na 15 km techniką dowolną mężczyzn złoty medal zdobył Włoch Pietro Piller Cottrer. Polacy daleko – Maciej Kreczmer zajął 40., a Janusz Krężelok 74. miejsce.
  - Skoki narciarskie – Odbyły się cztery serie treningowe skoczków narciarskich przed sobotnim konkursem o mistrzostwo świata na obiekcie HS 100. Bardzo dobrze spisał się Adam Małysz, który wygrał jedną z nich, poza tym raz był trzeci i dwukrotnie czwarty. Zaskoczeniem był występ Martina Schmitta, który wygrał dwa treningi (w klasyfikacji generalnej Pucharu Świata jest dopiero 51).
- Kolarstwo – Francisco Cabello (Hiszpania) z ekipy Valenciana wygrał pięcioetapowy wyścig kolarski Dookoła Andaluzji, który zakończył się w miejscowości Chiclana de la Frontera.

## 16 lutego
- Mistrzostwa świata w narciarstwie klasycznym – z powodu zbyt intensywnych opadów śniegu oraz silnego wiatru pierwszy trening skoczków na skoczni HS 100 m został odwołany. Dyrektor Międzynarodowego Związku Narciarstwa (FIS) Walter Hofer postanowił przesunąć trening na południe dnia następnego.
- Kolarstwo – Alessandro Petacchi (Włochy) z grupy Fassa Bortolo wygrał czwarty etap wyścigu kolarskiego Dookoła Andaluzji z metą w Cordobie. Liderem pozostał Hiszpan Francisco Cabello (Valenciana).
- Kolarstwo – Lance Armstrong, sześciokrotny zwycięzca kolarskiego wyścigu Tour de France ogłosił, że stanie na starcie tegorocznej edycji „Wielkiej Pętli”, która odbędzie się w dniach 2-24 lipca.
- Hokej na lodzie – anulowano sezon 2004/2005 w zawodowej lidze hokejowej NHL. Decyzję tę podjęto na skutek braku porozumienia między władzami NHL a organizacją zawodników NHLPA.

## 15 lutego
- Formuła 1 – Patrick Friesacher będzie drugim kierowcą zespołu Minardi w sezonie 2005.
- Piłka nożna – Kameruńczyk Samuel Eto’o został wybrany piłkarzem roku 2004 w Afryce. W głosowaniu członków Afrykańskiej Konfederacji Piłkarskiej pokonał Didiera Drogbę z Wybrzeża Kości Słoniowej i Nigeryjczyka Jay-Jay Okochę.
- Skoki narciarskie – Mika Kojonkoski (trener reprezentacji Norwegii w skokach narciarskich otrzymał nowe kombinezony na mistrzostwa świata w Oberstdorfie. Mają one lepiej trzymać powietrze podczas lotu, co oznacza dłuższe skoki. Zażądał od producenta utrzymania w tajemnicy ich wzorów przed innymi ekipami. Mistrzostwa w Oberstdorfie rozpoczną się 16 lutego.

## 14 lutego
- Futsal – Pierwszy dzień Mistrzostw Europy w halowej piłce nożnej (futsalu) w Ostrawie. 
  - W grupie A Czechy – Ukraina 2:1; Rosja – Holandia 5:3.
  - W grupie B Hiszpania – Węgry 4:2; Włochy – Portugalia 8:3. Portugalczycy w eliminacjach ME okazali się lepsi od Polaków.
- Kolarstwo – Belg Serge Baguet z grupy Davitamon wygrał 2. etap wyścigu kolarskiego Dookoła Andaluzji (Ruta del Sol), długości 165,7 km z Alto do Cumbres Verdes. Liderem pozostał Hiszpan Carlos Garcia Quesada.
- Tenis ziemny – Amerykanin Andy Roddick wygrał turniej z cyklu ATP World Tour na kortach w San Jose. Najwyżej rozstawiony tenisista w decydującym meczu pokonał 6:0, 6:4 Francuza Cyrila Saulniera.

## 13 lutego
- Mistrzostwa Świata w Narciarstwie Alpejskim 2005 w Bormio – Niemcy wygrali zawody drużynowe – złożone z supergiganta i slalomu – na zakończenie 38. mistrzostw świata w narciarstwie alpejskim.
- Bobsleje – Rosyjska osada zdobyła Puchar Świata w bobslejowych czwórkach. Rosjanie wygrali na olimpijskim torze w Lake Placid ostatnie w tym sezonie zawody.
- Lekkoatletyka – podczas halowego mityngu w niemieckiej miejscowości Karlsruhe Lidia Chojecka (Pogoń Siedlce) uzyskała w biegu na 1500 m najlepszy w tym roku wynik na świecie – 4:04,84.
- Tenis ziemny – Rosjanka Dinara Safina wygrała halowy turniej tenisistek w Paryżu (z pulą nagród 585 tys. euro), pokonując w finale rozstawioną z numerem drugim Francuzkę Amélie Mauresmo 6:4, 2:6, 6:3.
- Hokej na lodzie – Polscy hokeiści zajęli czwarte (ostatnie) miejsce w olimpijskim turnieju kwalifikacyjnym w Rydze. W ostatnim swoim meczu Polska przegrała ze Słowenią 3:4 (0:1, 1:1, 2:2). Była to trzecia porażka, wcześniej z Białorusią (2:3) i Łotwą (1:3).

## 12 lutego
- Mistrzostwa Świata w Narciarstwie Alpejskim 2005 w Bormio: złoto w slalomie specjalnym dla Austriaka Benjamina Raicha.
- Puchar Świata w biegach narciarskich w Reit im Winkl: biegi techniką dowolną wygrali Słowak Martin Bajčičák (15 km) oraz dwie Rosjanki (uzyskały identyczny czas) Jewgienija Miedwiediewa-Arbuzowa i Olga Zawjałowa (10 km).
- Puchar Świata w kombinacji norweskiej w Pragelato: wygrana Austriaka Felixa Gottwalda (w sprincie).
- Puchar Świata w skokach narciarskich w Pragelato: konkurs drużynowy wygrali Austriacy (Andreas Widhölzl, Wolfgang Loitzl, Thomas Morgenstern, Martin Höllwarth). Polska drużyna zajęła 4. miejsce.
- Puchar Świata w biathlonie w Cesanie: bieg sprinterski (7,5 km) wygrała Niemka Kati Wilhelm. 2. miejsce zajęła Polka Magdalena Gwizdoń.
- Puchar Świata w snowboardzie w Turynie: zawody w konkurencji big air wygrał Fin Risto Mattila.
- Puchar Świata w bobslejach w Lake Placid: finałowe zawody Pucharu w dwójkach mężczyzn wygrali Kanadyjczycy Pierre Lueders i Lascelles Brown. Zwycięstwo w klasyfikacji generalnej zapewnił sobie szwajcarski pilot Martin Annen.
- Tenis – finał turnieju WTA Tour w Hajdarabadzie: Sania Mirza (Indie) – Alona Bondarenko (Ukraina) 6:4, 5:7, 6:3.

## 11 lutego
- Mistrzostwa Świata w Narciarstwie Alpejskim 2005 w Bormio: Chorwatka Janica Kostelić zdobyła swoje trzecie złoto na mistrzostwach, wygrywając slalom specjalny.
- Puchar Świata w skokach narciarskich w Pragelato: wygrana Fina Mattiego Hautamäkiego.
- Puchar Świata w kombinacji norweskiej w Pragelato: zawody drużynowe wygrali Finowie (Antti Kuisma, Jouni Kaitainen, Hannu Manninen).
- Puchar Świata w biathlonie w Cesanie: bieg na 10 km (sprint) wygrał Rosjanin Siergiej Rożkow.
- Puchar Świata w snowboardzie w Bardonecchia: w drugich zawodach w halfpipe wygrane Fina Risto Mattili i Amerykanki Kelly Clark.
- Puchar Świata w skeletonie w Lake Placid: finałowe zawody Pucharu wygrali Szwajcarka Maya Pedersen i Amerykanin Eric Bernotas. W końcowej klasyfikacji Pucharu Świata w skeletonie triumfowali Noelle Pikus-Pace (USA) i Jeff Pain (Kanada).
- Turniej kwalifikacyjny do igrzysk olimpijskich w Turynie 2006 w hokeju na lodzie w Rydze: Polska przegrała z Łotwą 1:3 (0:0, 1:1, 0:2) i straciła szanse na awans. Miejsce na olimpiadzie zapewni sobie zwycięzca meczu Łotwa-Białoruś.

## 10 lutego
- Mistrzostwa Świata w Narciarstwie Alpejskim 2005 w Bormio: złoto w slalomie gigancie mężczyzn zdobył Austriak Hermann Maier. Z powodu strajku pracowników włoskiej telewizji RAI konkurencję rozegrano z jednodniowym opóźnieniem.
- Turniej kwalifikacyjny do igrzysk olimpijskich w Turynie 2006 w hokeju na lodzie w Rydze: porażka reprezentacji Polski z Białorusią 2:3 (0:2, 1:0, 1:1).
- Puchar Świata w snowboardzie w Bardonecchia (Włochy): w konkurencji halfpipe wygrane Fina Antti Autti i Amerykanki Gretchen Bleier.
- Puchar Świata w biathlonie w Cesanie: bieg kobiet na 15 km wygrała Rosjanka Anna Bogali.

## 9 lutego
- Puchar Świata w biathlonie w Cesenie: bieg na 20 km wygrał Niemiec Michael Greis.

## 8 lutego
- Mistrzostwa Świata w Narciarstwie Alpejskim 2005 w Bormio: zwycięstwo Szwedki Anji Paerson w slalomie gigancie kobiet.
- W Grodzisku Wielkopolskim Reprezentacja Polski w piłce nożnej mężczyzn przegrała w meczu towarzyskim z Białorusią 1:3 (0:1).

## 6 lutego
- Brytyjska Formuła 3 – Japonka Keiko Ihara w sezonie 2005 będzie kierowcą stajni Carlin Motorsport.
- Mistrzostwa Świata w Narciarstwie Alpejskim 2005 w Bormio: złoto dla Janicy Kostelić (Chorwacja) w biegu zjazdowym kobiet.
- Puchar Świata w skokach narciarskich w Sapporo: wygrana Norwega Roara Ljøkelsøya.
- Mistrzostwa świata w wieloboju łyżwiarskim 2005 w Moskwie: złoto dla Niemki Anni Friesinger i Amerykanina Sani Davisa.
- Tenis: finały turniejów:
  - Vina del Mar: Gastón Gaudio (Argentyna) – Fernando González (Chile) 6:3, 6:4
  - Mediolan: Robin Söderling (Szwecja) – Radek Štěpánek (Czechy) 6:3, 6:7, 7:6
  - Delray Beach: Xavier Malisse (Belgia) – Jiří Novák (Czechy) 7:6, 6:2
  - Tokio: Marija Szarapowa (Rosja) – Lindsay Davenport (USA) 6:1, 3:6, 7:6
  - Pattaya: Conchita Martínez (Hiszpania) – Anna-Lena Grönefeld (Niemcy) 6:3, 3:6, 6:3
  - finał debla w Pattaya: A.-L. Grönefeld, Marion Bartoli (Francja) – Marta Domachowska (Polska), Silvija Talaja (Chorwacja) 6:3, 6:2
- Snooker – finał turnieju rankingowego Malta Open: Stephen Hendry – Graeme Dott 9:7

## 5 lutego
- Mistrzostwa Świata w Narciarstwie Alpejskim 2005 w Bormio: złoto dla Amerykanina Bode Millera w biegu zjazdowym mężczyzn.
- Puchar Świata w skokach narciarskich w Sapporo: wygrana Japończyka Kazuyoshiego Funakiego.

## 4 lutego
- Mistrzostwa Świata w Narciarstwie Alpejskim 2005 w Bormio: kombinację alpejską kobiet wygrała Chorwatka Janica Kostelić.

## 3 lutego
- Formuła 1: Jordan Grand Prix ogłosił, że kierowcami stajni w sezonie 2005 będą Tiago Monteiro i Narain Karthikeyan.
- Mistrzostwa Świata w Narciarstwie Alpejskim 2005: złoto w kombinacji alpejskiej dla Austriaka Benjamina Raicha.

## 1 lutego
- Formuła 1: Renault oficjalnie zaprezentowało bolid R25. Prezentacja odbyła się w Monako.
- Tenis: występ Szwajcarki Martiny Hingis w turnieju w Pattaya (Tajlandia) po ponad dwuletniej przerwie zakończył się w pierwszej rundzie. Była liderka rankingu światowego uległa w trzech setach Niemce Marlene Weingärtner i potwierdziła, że zagrała okazjonalnie, bez intencji stałego powrotu na korty.